# Biopsyche
Biopsyche é um gênero de mariposa pertencente à família Acrolophidae.